# اینوار اریکسون (دوچرخه‌سوار)
اینوار اریکسون (انگلیسی: Ingvar Ericsson; ۵ ژانویهٔ ۱۹۱۴ – ۲۱ آوریل ۱۹۹۵) دوچرخه‌سوار اهل سوئد بود.